# Mike McGear

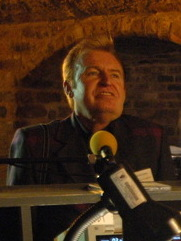
Mike McGear, 2004

Peter Michael McCartney (* 7. Januar 1944 in Liverpool), auch bekannt als Mike McGear, ist ein britischer Musiker. Er ist der jüngere Bruder von Paul McCartney.

## Werdegang
Michael „Mike“ McCartney ist der Sohn von James McCartney (1902–1976) und dessen Frau, der Hebamme Mary Patricia Mohin McCartney (1909–1956). Er und sein Bruder Paul McCartney erhielten von ihrem Vater die Grundlagen der Harmonielehre vermittelt. Im Feriencamp Butlin’s, wo die Brüder bereits in den 1940er Jahren gewesen waren, nahmen sie um 1957 an einem Talentwettbewerb teil und sangen Bye Bye Love von den Everly Brothers. Seit Mitte der 1960er Jahre benutzte Michael McCartney das Pseudonym Mike McGear, um nicht den Anschein zu erwecken, im Kielwasser des Erfolgs seines berühmten Bruders mitzuschwimmen. Unter diesem Pseudonym bildete er zusammen mit John Gorman und dem Poeten Roger McGough die Band The Scaffold. Diese hatte in den 1960er und frühen 1970er Jahren einige Single-Erfolge wie Thank you very much, den Nr.-1-Hit Lily the Pink, Charity Bubbles, Do the Albert und Liverpool Lou. 
Mitte der 1970er Jahre stieg er zusammen mit Gorman und McGough bei dem Projekt Grimms ein. Weitere Mitglieder der Grimms kamen von der Bonzo Dog Doo-Dah Band und aus der Liverpooler Szene (Liverpool poets).

## Diskografie
- 1968 – McGough & McGear (zusammen mit Roger McGough)
- 1972 – Woman
- 1974 – McGear (Zusammenarbeit mit seinem Bruder Paul McCartney)

Singles (soweit nicht auf Alben enthalten):
- 1976 – Do Nothing all Day / A to Z
- 1976 – mit Roger McGough als „The Bashers“: Womble Bashers / Womble Bashers Wock
- 1980 – All the Whales in the Ocean/I just Want what You Got: Money
- 1981 – No Lar Di Dar / God Save the Gracious Queen

Als Mitglied von The Scaffold:
- 1968 – Live at the Queen Elizabeth Hall
- 1969 – L the P
- 1973 – Fresh Liver
- 1975 – Sold Out
- 1998 – The Scaffold at Abbey Road

Als Mitglied von Grimms:
- 1973 – Grimms
- 1973 – Rockin’ Duck

## Bibliografie
- Thank U very much. Mike McCartney’s family album, London: Weidenfeld, 1981; Neuausgaben 1982 ff. (autobiografische Collage)
- Mike Mac’s Whites & Blacks, London: Aurum, 1986 (eigene Fotokunst)